# Archivos Nacionales de Túnez
Los archivos nacionales de Túnez (francés: Archives nationales de Tunisie) tienen su sede en Túnez, en el bulevar 9 de abril de 1938. Forman parte de estos archivos los documentos de varias oficinas gubernamentales, como la presidencial, la del primer ministro y la de los ministerios de agricultura, comercio, cultura, educación, finanzas, salud, asuntos sociales y transporte.

## Historia
El Centre des correspondences de l’Etat se formó en 1874 y se convirtió en los Archives générales du gouvernement en 1883. Los archivos se convirtieron en una "institución pública de acuerdo con las estipulaciones de la Ley n. ° 88-95" en 1988.